# Fenneviller
Fenneviller est une commune française située dans le département de Meurthe-et-Moselle en région Grand Est. La commune fait partie de la communauté de communes du Badonvillois et du canton de Badonviller.

## Géographie

### Localisation
Le village est situé au pied du massif vosgien, à moins de 3 kilomètres du lac de Pierre-Percée. À environ 45 minutes de Nancy, 40 minutes de Sarrebourg ou encore 30 minutes de Saint-Dié-des-Vosges, la commune se trouve au carrefour entre le département des Vosges, de la Moselle et de la région Alsace.

### Communes limitrophes
| Saint-Maurice-aux-Forges |             | Badonviller                         |
|                          | Fenneviller |                                     |
| Pexonne                  |             | Lac de Pierre-Percée, Pierre-Percée |

### Hydrographie
La commune est dans le bassin versant du Rhin au sein du bassin Rhin-Meuse. Elle n'est drainée par aucun cours d'eau,.

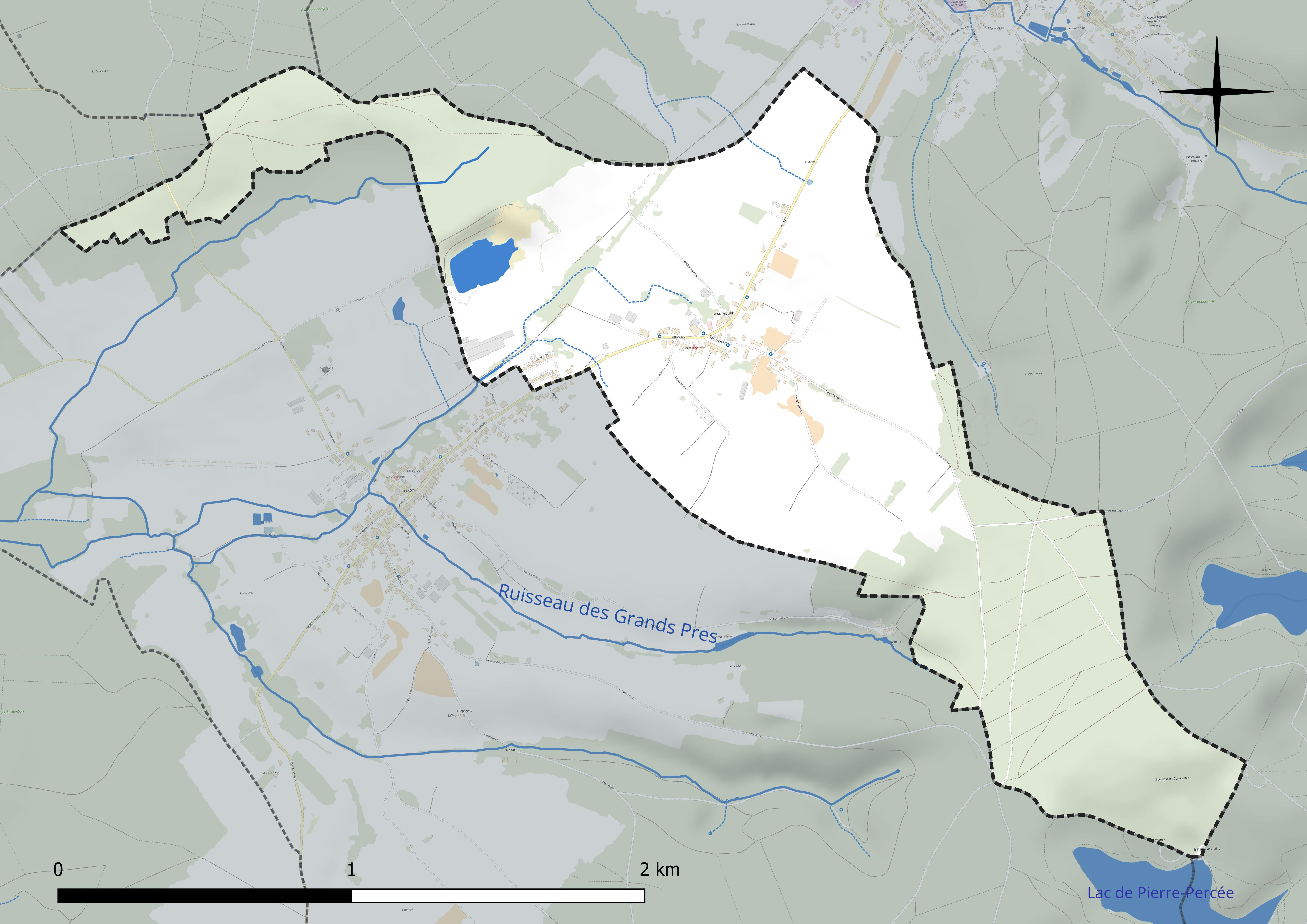
Réseau hydrographique de Fenneviller.

### Climat
Pour des articles plus généraux, voir Climat du Grand Est et Climat de Meurthe-et-Moselle.
En 2010, le climat de la commune est de type climat de montagne, selon une étude du Centre national de la recherche scientifique s'appuyant sur une série de données couvrant la période 1971-2000. En 2020, Météo-France publie une typologie des climats de la France métropolitaine dans laquelle la commune est exposée à un climat semi-continental et est dans la région climatique  Vosges, caractérisée par une pluviométrie très élevée (1 500 à 2 000 mm/an) en toutes saisons et un hiver rude (moins de 1 °C). 
Pour la période 1971-2000, la température annuelle moyenne est de 9,4 °C, avec une amplitude thermique annuelle de 16,8 °C. Le cumul annuel moyen de précipitations est de 1 038 mm, avec 12,9 jours de précipitations en janvier et 10,1 jours en juillet. Pour la période 1991-2020, la température moyenne annuelle observée sur la station météorologique de Météo-France la plus proche, « Badonviller », sur la commune de Badonviller à 2 km à vol d'oiseau, est de 10,2 °C et le cumul annuel moyen de précipitations est de 1 066,3 mm. 
La température maximale relevée sur cette station est de 39,1 °C, atteinte le 4 août 2022 ; la température minimale est de −22 °C, atteinte le 14 janvier 1960,,. 
Les paramètres climatiques de la commune ont été estimés pour le milieu du siècle (2041-2070) selon différents scénarios d'émission de gaz à effet de serre à partir des nouvelles projections climatiques de référence DRIAS-2020. Ils sont consultables sur un site dédié publié par Météo-France en novembre 2022.

## Urbanisme

### Typologie
Au 1er janvier 2024, Fenneviller est catégorisée commune rurale à habitat dispersé, selon la nouvelle grille communale de densité à sept niveaux définie par l'Insee en 2022.
Elle est située hors unité urbaine et hors attraction des villes,.

### Occupation des sols
L'occupation des sols de la commune, telle qu'elle ressort de la base de données européenne d’occupation biophysique des sols Corine Land Cover (CLC), est marquée par l'importance des territoires agricoles (50,2 % en 2018), en diminution par rapport à 1990 (51,2 %). La répartition détaillée en 2018 est la suivante : zones agricoles hétérogènes (50,2 %), forêts (41,4 %), zones urbanisées (8,4 %). L'évolution de l’occupation des sols de la commune et de ses infrastructures peut être observée sur les différentes représentations cartographiques du territoire : la carte de Cassini (XVIIIe siècle), la carte d'état-major (1820-1866) et les cartes ou photos aériennes de l'IGN pour la période actuelle (1950 à aujourd'hui).

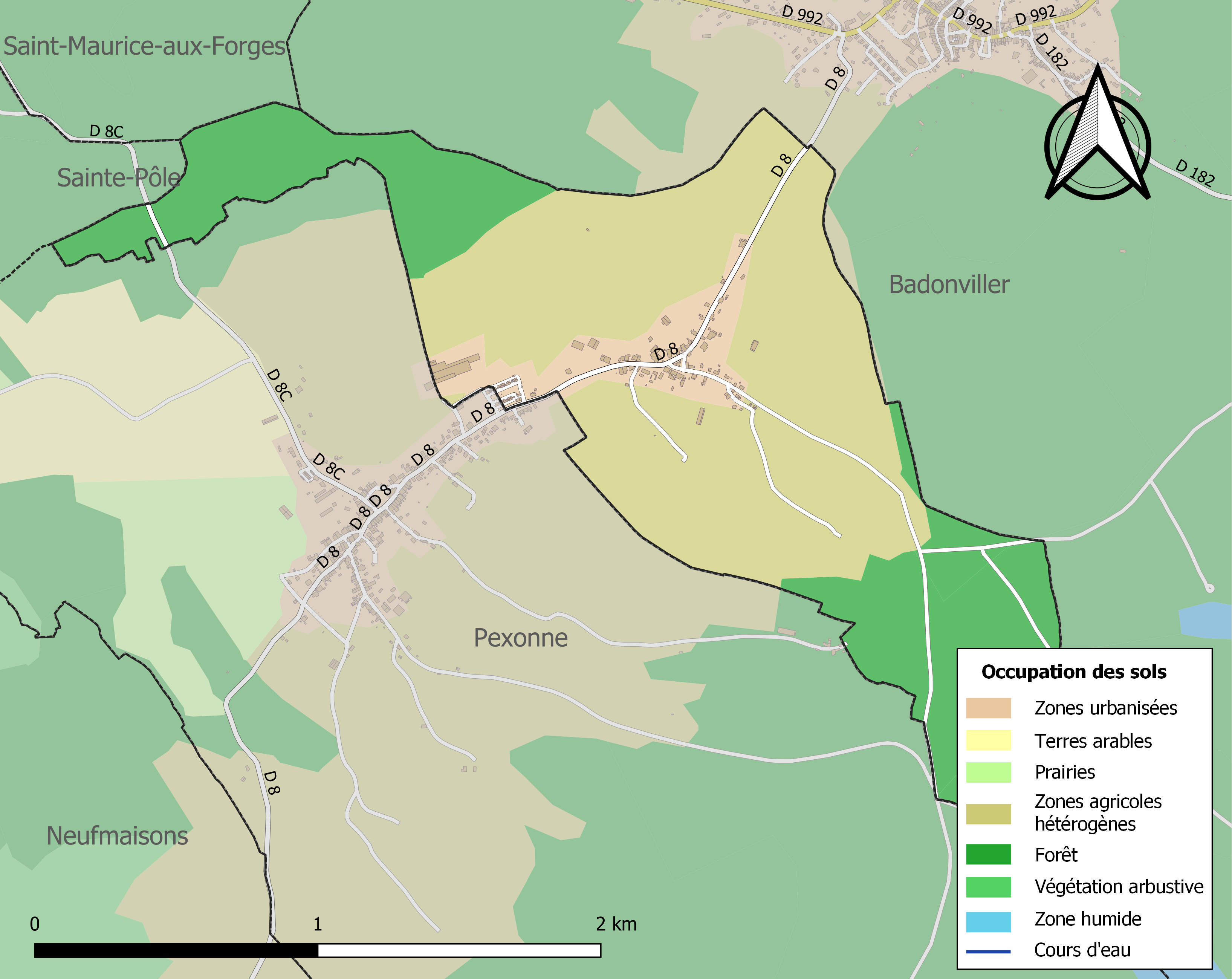
Carte des infrastructures et de l'occupation des sols de la commune en 2018 (CLC).

## Toponymie
Offonis ville (Xe siècle), Finvilleir (1314), Feneviller (1590), Fenviller (1719), Fonviller (carte Cassini), Fennviller (1793), Fonviller (1801)[réf. nécessaire].

## Histoire
D'après les cartes de Cassini l'ancien nom du village est Fonviller
En 1762 un incendie se déclare dans la commune, les habitants font alors une demande pour être désengagés de l'imposition.

« Vu par la chambre le plan a elle présentés par les habitants de la communauté de Fenneviller au suite de l'incendie arrivées au même lieu le 10 mars dernier, aux fins d'être désengagés de l'imposition, des subventions pour la présente années
...
La chambre à désengagée les suppliants de l'imposition de leur subvention pour la présente année... laquelle somme sure versée l'année prochaine par les contribuables de l'État pour être... au receveur des fiances qui en fera l'avance pour la présente année...
Fait en la chambre à Nancy le 24 août 1762. »

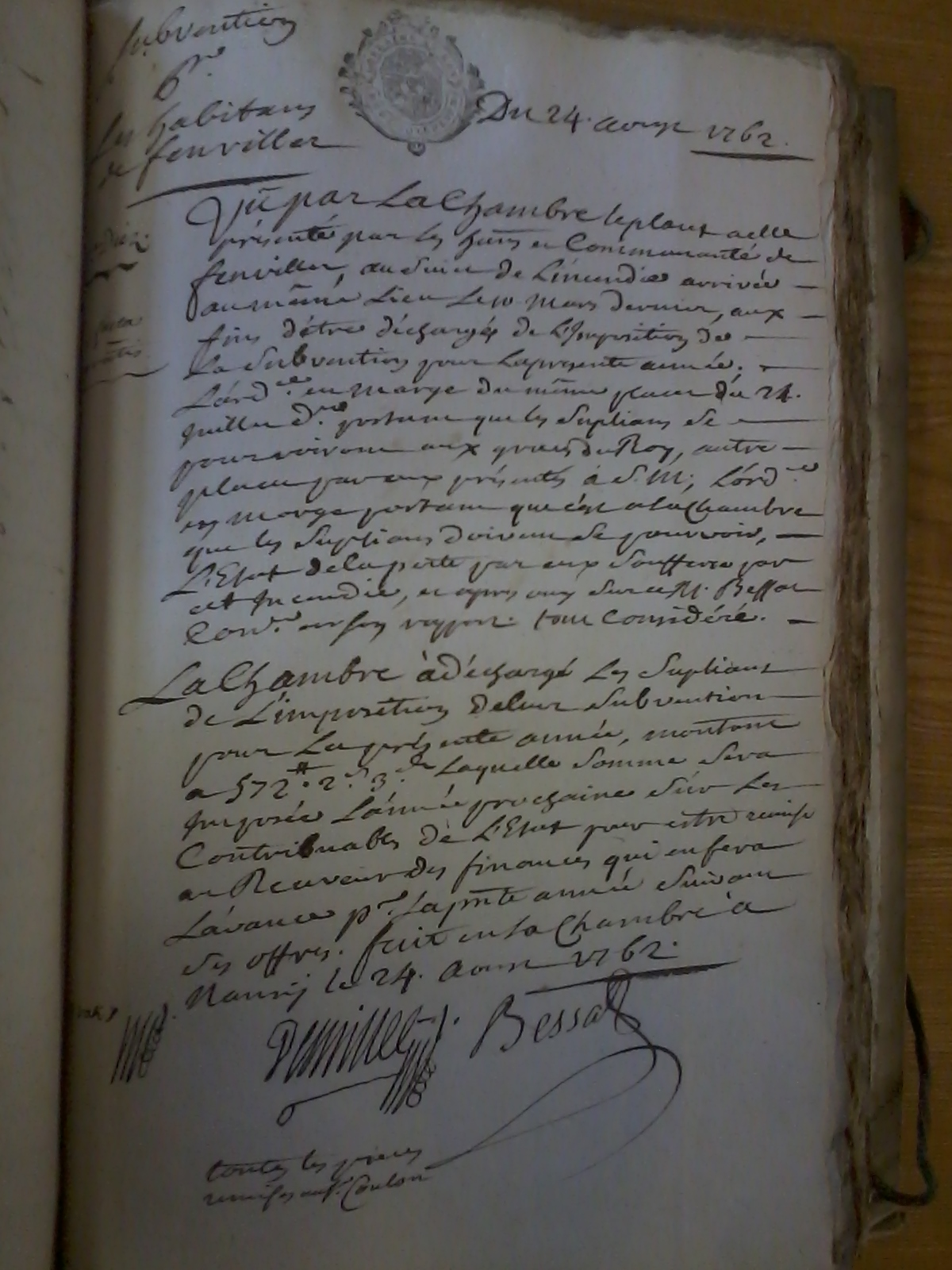
Original de la demande de désengagement d'imposition.
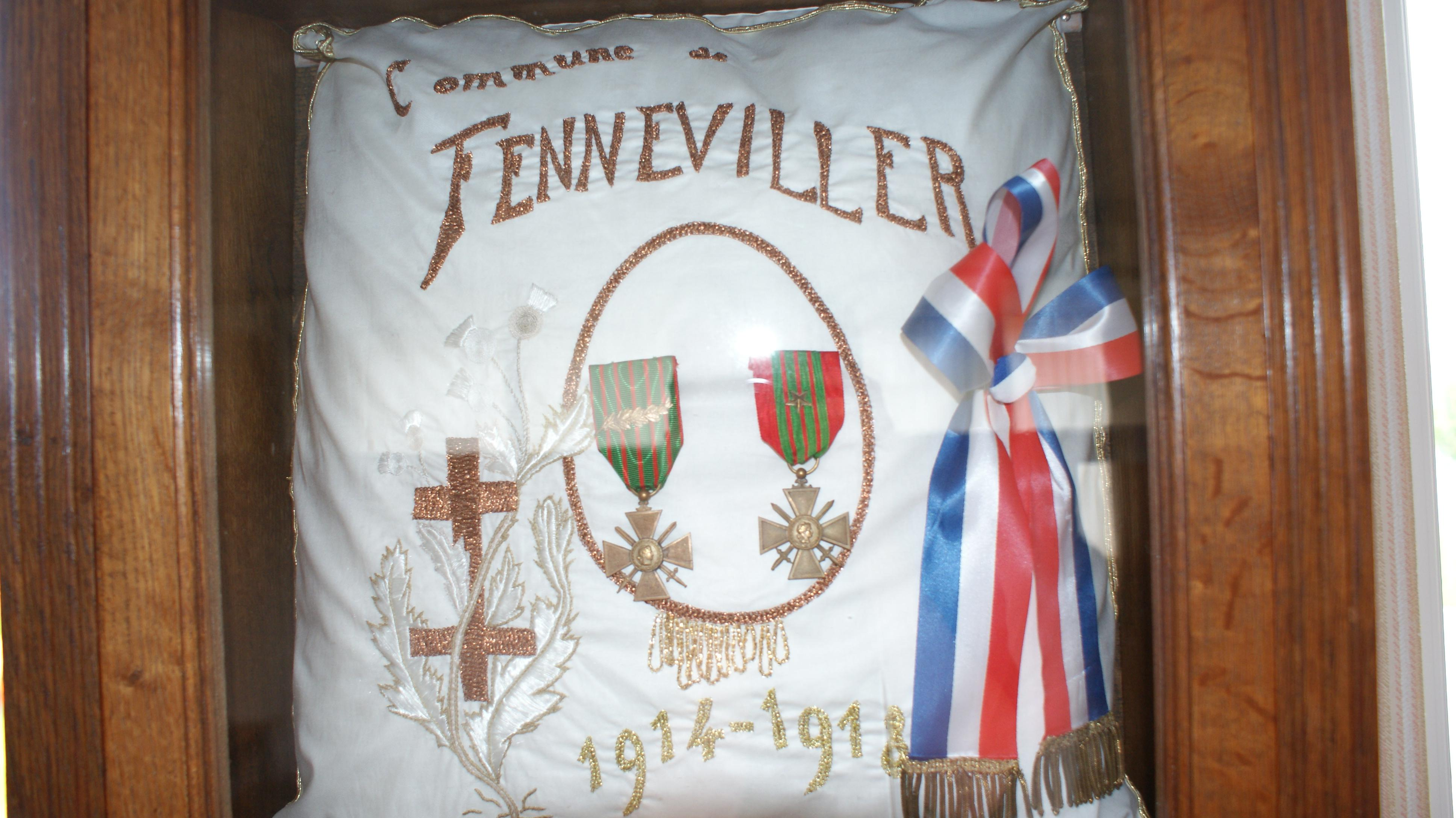
Coussin brodé portant les croix.

Gravement touchée lors des deux guerres mondiales, la commune s'est vu attribuer la Croix de guerre pour chaque conflit.

## Politique et administration
| Période                                  | Période                   | Identité                                         | Étiquette | Qualité           |
| ---------------------------------------- | ------------------------- | ------------------------------------------------ | --------- | ----------------- |
| Les données manquantes sont à compléter. |                           |                                                  |           |                   |
| avant 1988                               | ?                         | Bernard Colin                                    |           |                   |
| mars 2001                                | mars 2008                 | François Grandadam                               |           |                   |
| mars 2008                                | mars 2014                 | Roger Brulé                                      |           |                   |
| mars 2014                                | En cours (au 26 mai 2020) | Mireille Mougin, Réélue pour le mandat 2020-2026 |           | Ancienne employée |

## Population et société

### Démographie
L'évolution du nombre d'habitants est connue à travers les recensements de la population effectués dans la commune depuis 1793. Pour les communes de moins de 10 000 habitants, une enquête de recensement portant sur toute la population est réalisée tous les cinq ans, les populations de référence des années intermédiaires étant quant à elles estimées par interpolation ou extrapolation. Pour la commune, le premier recensement exhaustif entrant dans le cadre du nouveau dispositif a été réalisé en 2004.

En 2022, la commune comptait 105 habitants, en évolution de +14,13 % par rapport à 2016 (Meurthe-et-Moselle : −0,13 %, France hors Mayotte : +2,11 %).
| 1793 | 1800 | 1806 | 1821 | 1831 | 1836 | 1841 | 1846 | 1851 |
| ---- | ---- | ---- | ---- | ---- | ---- | ---- | ---- | ---- |
| 182  | 188  | 193  | 181  | 187  | 243  | 271  | 280  | 266  |

| 1856 | 1861 | 1872 | 1876 | 1881 | 1886 | 1891 | 1896 | 1901 |
| ---- | ---- | ---- | ---- | ---- | ---- | ---- | ---- | ---- |
| 237  | 240  | 224  | 225  | 222  | 275  | 256  | 247  | 350  |

| 1906 | 1911 | 1921 | 1926 | 1931 | 1936 | 1946 | 1954 | 1962 |
| ---- | ---- | ---- | ---- | ---- | ---- | ---- | ---- | ---- |
| 350  | 361  | 233  | 261  | 270  | 297  | 268  | 240  | 226  |

| 1968 | 1975 | 1982 | 1990 | 1999 | 2004 | 2006 | 2009 | 2014 |
| ---- | ---- | ---- | ---- | ---- | ---- | ---- | ---- | ---- |
| 229  | 169  | 150  | 125  | 105  | 114  | 110  | 101  | 95   |

| 2019 | 2022 | - | - | - | - | - | - | - |
| ---- | ---- | - | - | - | - | - | - | - |
| 101  | 105  | - | - | - | - | - | - | - |

## Économie
- La Fromagerie du Lac, implantée depuis 2003, avec sa spécialité la Tomme de Pierre-Percée

## Culture locale et patrimoine

### Lieux et monuments

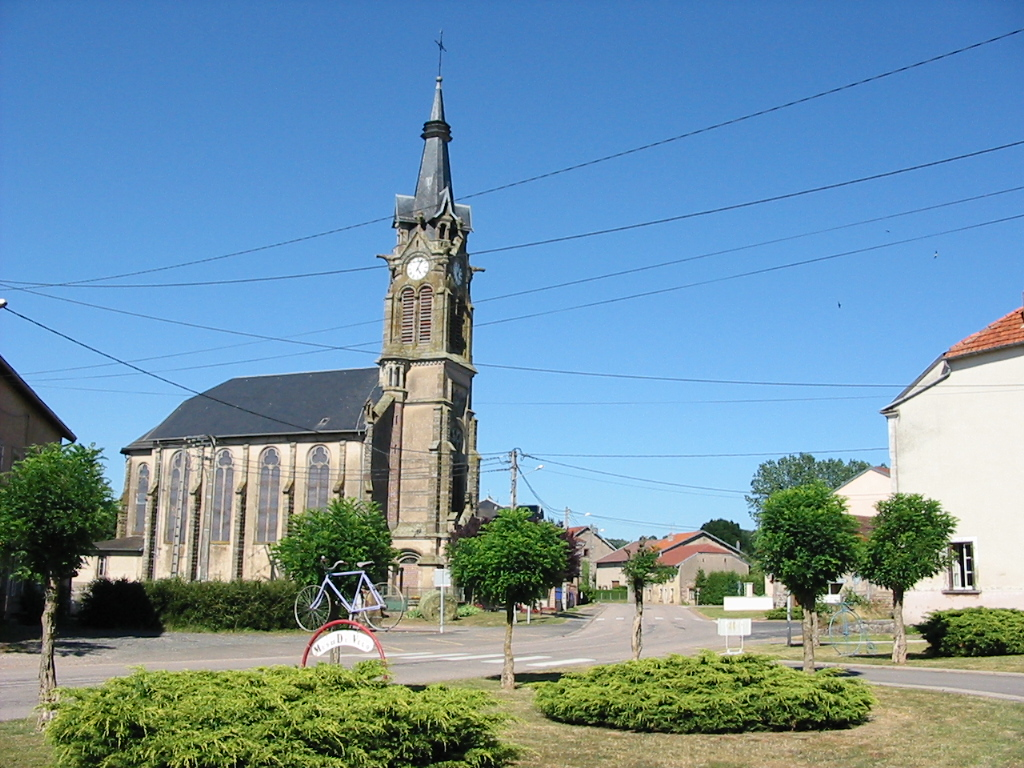
L'église de la Nativité-de-la-Vierge néo-gothique.

- Église de la Nativité-de-la-Vierge néo-gothique XXe, en grès rouge.
- Chapelle du Bon Père, commémorant les séjours de Saint-Pierre Fourier, venu à Badonviller en 1625 pour convertir les protestants.

### Équipements culturels
- Musée du Vélo (fermé).

### Héraldique
| Blason de Fenneviller | Blason  | Blasonnement : parti d'or à la bande de gueules chargée de trois alérions d'argent et de gueules semé de croix recroisetées au pied fiché d'or à deux saumons adossés du même. Sur le tout d'azur au M majuscule couronné d'or. |
| Blason de Fenneviller | Détails | Le statut officiel du blason reste à déterminer. |